# Caatingaspecht
Der Caatingaspecht (Celeus obrieni), auch Kaempferspecht bezeichnet, ist eine Vogelart aus der Familie der Spechte (Picidae). Dieser mittelgroße und sehr farbenfrohe Specht hat ein relativ kleines Verbreitungsgebiet im zentralen östlichen Brasilien.
Der Weltbestand umfasst wahrscheinlich weniger als 4000 Individuen und es wird zudem angenommen, dass er aufgrund von Habitatzerstörung und -degradierung rückläufig ist. Daher wird die Art von der IUCN derzeit als stark gefährdet („endangered“) eingestuft.

## Beschreibung

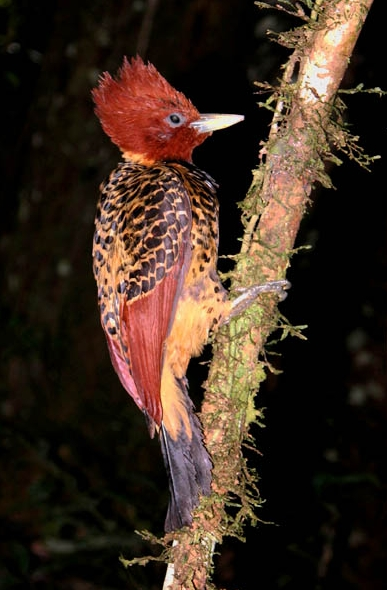
Der Caatingaspecht ähnelt sehr dem hier abgebildeten Zimtkopfspecht

Der Caatingaspecht ähnelt sehr dem Zimtkopfspecht, als dessen Unterart er bis 2005 geführt wurde. Es sind mittelgroße, sehr farbenfrohe Spechte mit einer langen, buschigen Haube. Der Schnabel ist recht kurz, meißelförmig zugespitzt, am First leicht nach unten gebogen und an der Basis relativ breit. Die Körperlänge beträgt etwa 26–28 cm. Das Gewicht ist bisher nur von einem Männchen bekannt, das 95 g wog. Diese Spechte sind damit etwa so groß wie ein Weißrückenspecht, aber wohl etwas leichter. Die Art zeigt hinsichtlich der Färbung einen wenig deutlichen Geschlechtsdimorphismus.
Beim einzigen bisher beschriebenen Weibchen ist der Rücken blass beige, vorne intensiver weiß und auf dem Bürzel dunkler, eher zimtbeige. Der obere Rücken zeigt auf diesem Grund wenige schwarze Bänder. Die Oberflügeldecken sind cremebeige mit kleinen herzförmigen Mittelflecken.
Die Handschwingen sind schwarzbraun mit einem rotbraunen Bereich an der Basis. Auf den inneren Handschwingen werden die rotbraunen Bereiche ausgedehnter und die Armschwingen sind schließlich vollständig rötlich kastanienbraun mit schwarzer Spitze. Die Schirmfedern sind cremebeige mit unregelmäßiger schwarzer Fleckung oder Strichelung. Der Oberschwanz ist fast einfarbig schwarz, nur das äußerste Steuerfederpaar ist blass rotbraun mit schwarzem Saum an der Außenfahne und unregelmäßigen schwarzen Zeichnungen.
In Fortsetzung der schwarzen Kehle weist die Brust ein großes schwarzes Feld auf. Die Brustseiten und die übrige Unterseite des Rumpfes sind cremebeige bis blass zimtbeige mit ebenfalls nur vereinzelten schwarzen Bändern im Bereich der Brust, die übrige Unterseite ist ungezeichnet. Die Schwingen und die Unterflügeldecken sind unterseits einfarbig zimtrotbraun. Der Unterschwanz ist wie der Oberschwanz gefärbt, aber heller oder weniger kräftig.
Der Kopf ist einschließlich der Haube einfarbig zimtrotbraun. Davon scharf abgesetzt sind Halsseiten und Nacken blassbeige und die untere Kehle ist schwarz.
Der Schnabel ist hornfarben, an der Basis schwärzlich. Beine und Zehen sind olivgrün bis gräulich. Die Iris ist tief braun.
Ein Männchen wurde erstmals 2007 beschrieben. Bei diesem Männchen sind der obere Rücken und die Rumpfunterseite unterhalb der Brust stärker schwarz gebändert als bei dem Weibchen, der Bartstreif ist rot.
Die juvenilen Vögel sind bisher unbeschrieben.

## Lautäußerungen
Der einzige bisher bekannte Ruf ist ein aufsteigendes, schleifendes reeahh-kah-kah-kah-kah. Ob die Art trommelt, ist bisher nicht bekannt.

## Verbreitung und Lebensraum
Der Caatingaspecht war bis zum Jahr 2006 nur von einem einzigen Individuum bekannt, dass 1926 bei Uruçui in der Provinz Piauí im Nordosten Brasiliens gesammelt wurde. Nach der Wiederentdeckung 2006 etwa 350 km vom Fundort des Typusexemplars entfernt nahe Goatins im Bundesstaat Tocantins gab es eine ganze Reihe Nachweise in weiteren Gebieten. Im Jahr 2012 erstreckte sich das bekannte Verbreitungsgebiet über einen Bereich des östlichen Zentralbrasiliens, der vom Bundesstaat Maranhão im Norden über Tocantins bis in den Staat Goiás im Süden reicht, ein Einzelvorkommen ist zudem vom Rio Barreiro im Bundesstaat Mato Grosso bekannt. Die Größe des Gesamtverbreitungsgebietes wurde 2012 auf 806.000 km² geschätzt.
Das Typusexemplar wurde ebenso wie ein Individuum aus dem Jahr 2007 im Cerrado-Waldland mit lichten Galeriewäldern und von Babassupalmen (Attalea speciosa) dominierten Baumbeständen gesammelt. In diesem Lebensraum zeigt der Caatingaspecht eine enge Bindung an Bambus der Art Guadua paniculata.

## Systematik und Benennung
Der Caatingaspecht wurde bis 2005 als Unterart des Zimtkopfspechts (Celeus spectabilis) geführt.
Die früheren deutschen und englischen Trivialnamen Caatingaspecht beziehungsweise Caatinga’s woodpecker sind irreführend, da die Autoren Andrew Whittaker und David C. Oren, die den englischen Namen 1999 vorgeschlagen hatten, die Terra typica bei Uruçui (eine Cerrado) mit dem Caatingawald bei Uruçui-Una verwechselt hatten. In der aktuellen Literatur hat man sich daher auf den englischen Trivialnamen Kaempfer’s Woodpecker (alternativ Uruçui woodpecker) beziehungsweise auf den deutschen Trivialnamen Caatingaspecht geeinigt. Mit dieser Bezeichnung wird der deutsch-brasilianische Forschungsreisende und Vogelsammler Emil Kaempfer geehrt, der das Typusexemplar 1926 gesammelt hatte. Das Artepitheton ehrt Charles O’Brien, den Mitarbeiter der Ornithologischen Abteilung des American Museum of Natural History, der den Erstbeschreiber Lester Leroy Short auf dieses Taxon aufmerksam machte.

## Lebensweise
Zur Lebensweise der Art liegen nur wenige Angaben vor. Bisher wurde die Art nur einzeln, paarweise oder in Familiengruppen beobachtet. Caatingaspechte ernähren sich offenbar in erster Linie von Ameisen, die in Bambusrohren leben. Angaben zur Brutbiologie gibt es bisher nicht.

## Bestand und Gefährdung
Der Weltbestand umfasst wahrscheinlich weniger als 4000 Individuen und es wird zudem angenommen, dass der Bestand rückläufig ist. Als Hauptgefährdungsursachen gelten Lebensraumverlust und -degradierung durch Brandrodung, Infrastrukturprojekte und Umwandlung in landwirtschaftliche Nutzflächen oder Eucalyptusplantagen. Daher wird der Caatingaspecht von der IUCN derzeit als stark gefährdet („endangered“) eingestuft.